# Enigma (série télévisée d'animation)
Pour les articles homonymes, voir Enigma.
Enigma est une série télévisée d'animation française en 52 épisodes de 26 minutes, créée par Eunice Alvarado Ellis, produite par Millésime Productions et M6 et diffusée sur cette dernière à partir du 30 avril 1997 dans l'émission M6 Kid.

## Synopsis
Agatha Cherry, jeune fille rousse de treize ans, est collégienne à Summerfield. Recevant d'un vieux Chinois des ballerines magiques, elle obtient le pouvoir de voler. Elle décide de devenir une super-héroïne, Enigma, justicière masquée à cape noire, justaucorps jaune, gants rouges et collants bleus.
Munie de sa nouvelle identité de justicière, elle devra faire face à Faust, chef de gang gothique qui menace la ville.

## Fiche technique
- Titre : Enigma
- Création : Eunice Alvarado Ellis
- Réalisation : Oumar N'Diaye (saison 1) puis Frederic Dybowski (saison 2)
- Bible littéraire de la série : Patrick Régnard, Tony Scott
- Scénario  : Catherine Cuenca, Patrick Régnard, Tony Scott
- Storyboard : Luc Blanchard, Rudy Bloss, Guillaume Lebois, José Luis Marco, Oumar N'Diaye et Prakash Topsy
- Décors : John Boyer et Prakash Topsy (saison 1) et François Rosso (saison 2)
- Musique : Ramon Pipin, Hervé Lavandier
- Production : Gaspard de Chavagnac
- Sociétés de production : Millésime Productions, M6, D'Ocon Films Productions
- Studios d'animation : D'Ocon Films Productions (Barcelone) et Animation Services (Hong Kong)
- Pays :  France
- Durée : 26 minutes

## Voix
- Valérie Siclay : Enigma / Agatha Cherry[2]
- Dominique Chauby : Carola
- Damien Boisseau : Robert
- Alexandre Gillet : Teddy
- Christophe Lemoine : Sherlock
- Vanina Pradier : Nikki
- Jean-Jacques Nervest : Pinky
- Serge Lhorca : Tsing Pao
- Christian Pélissier : Faust et le maire
- Stefan Godin : Tartor / voix additionnelles
- Malvina Germain : voix additionnelles

## Épisodes

### Première saison
1. Les dents de la taupe
2. Enigma contre Guido mains d'acier
3. Ville collante
4. Un sommeil en or
5. Enigma contre Tekno
6. Dernier métro pour Faust
7. Rouge rose et double Z
8. Le grand Gizmo
9. Que calor
10. Un philatéliste un peu timbré
11. Tarte à la crème
12. Monsieur Croquette
13. Super paparazzi
14. Les maîtres du temps
15. Trop beau pour être vrai
16. La revanche de l'homme singe
17. Le diffuseur de rire
18. Des éperons à Summerfield
19. L'anniversaire de Faust
20. Drôle de zèbre
21. Du rififi chez les Mac Beef
22. Billet doux
23. Le gang des Pères-Noël
24. Drôle de manège
25. Adrien voit rouge
26. Les termites et l'homme de verre

### Deuxième saison
1. La maison du docteur Waxman
2. Micmac à la clinique Beausoleil
3. Enigma et le voleur d'images
4. La machine de Doc Mafflu
5. Un vilain haut en couleur
6. Enigma contre les Cabotronics
7. Walter Mango
8. Le mariage de Faust
9. Opération chlorophylle
10. Faust junior
11. Enigma contre Enigma
12. Crocus et les herbes folles
13. Mystères et boules de neige
14. La nuit des monstres - 1re partie
15. La nuit des monstres - 2e partie
16. Chantage en vidéo
17. Le secret du piston précieux
18. Y'a plus de saisons
19. La revanche de Tartor
20. L'œil du dragon
21. L'extraterrestre
22. Oscar Nivore
23. Le trésor de Huatepec
24. La cérémonie des Oswalds
25. Les fiches pratiques du professeur Crime
26. Le complexe d'Enigma